# Florian Henckel von Donnersmarck
Florian Maria Georg Christian Graf Henckel von Donnersmarck (Colônia, 2 de maio de 1973) é um diretor de cinema alemão, mais conhecido por escrever e dirigir o filme A Vida dos Outros, vencedor do Oscar de melhor filme estrangeiro em 2006, e do blockbuster O Turista, nomeado a três Prêmios Globo de Ouro em 2010, estrelado por Angelina Jolie e Johnny Depp.

## Primeiros anos
Donnersmarck nasceu em 1973 em Colônia, Alemanha Ocidental, na família aristocrática católica romana Henckel von Donnersmarck e cresceu em Nova Iorque, Bruxelas, Frankfurt e Berlim Ocidental. Ele é fluente em inglês, francês, russo e italiano. Depois de graduar na escola secundária clássica Evangelisches Gymnasium zum Grauen Kloster, estudou literatura russa em Leningrado por dois anos e passou no exame do estado Soviético para professores de russo como língua estrangeira. É bacharel em artes, filosofia, política e economia no New College, Oxford e possuí um diploma de direção de cinema da Universidade de Televisão e Cinema de Munique.

## Família
Filho mais novo de Leo-Ferdinand, Conde Henckel von Donnersmarck, um ex-presidente da divisão alemã da Ordem de Malta, sua mãe, Anna Maria von Berg, é uma descendente direta do General von Blücher, Príncipe de Wahlstatt, que, juntamente com o Duque de Wellington, derrotou Napoleão em Waterloo. Ele detém a cidadania alemã e austríaca. Seu tio, Gregor Henckel-Donnersmarck, é o abade emérito em Heiligenkreuz Abbey, um mosteiro cisterciense nos bosques de Viena, onde Florian passou um mês escrevendo o primeiro rascunho de A Vida dos Outros.
Henckel von Donnersmarck é casado com Christiane Asschenfeldt, ex-Diretora Executiva Internacional da Creative Commons. Eles têm três filhos e vivem atualmente em Los Angeles.

## Carreira
Em 1977, enquanto ainda era criança em Nova Iorque, ele assistiu o seu primeiro filme, no Museu de Arte Moderna. Ele esperava assistir Doctor Dolittle, mas ao invés disso  "foi exposto" ao melodrama alemão Varieté. "Ele cita esta experiência como o início de seu interesse por cinema."
Em 1996, ele ganhou um estágio de direção com Richard Attenborough no filme In Love and War, e depois foi estudar na aula de direção de ficção da Hochschule für Fernsehen und Film München (Universidade de televisão e cinema de Munique), Alemanha, alma mater de diretores tão diversos como Wim Wenders e Roland Emmerich. Seu primeiro curta-metragem, Dobermann (que ele escreveu, produziu, dirigiu e editou), quebrou o recorde da escola do número de prêmios conquistados por uma produção estudantil. Tornou-se uma sensação em festivais internacionais, Donnersmarck viajou o circuito de festivais por mais de um ano.
Seu primeiro longa-metragem foi Das Leben der Anderen (A Vida dos Outros), que Donnersmarck passou três anos escrevendo, dirigindo e finalizando. O filme conquistou prêmios no European Film Award de melhor filme, melhor ator e melhor roteiro em 2006. Donnersmarck ganhou o prêmio da Los Angeles Film Critics Association de melhor filme estrangeiro, foi nomeado para o Golden Globe Awards (que foi premiado a Clint Eastwood) e em 25 de fevereiro de 2007 ganhou o Oscar de melhor filme estrangeiro.
Seu filme seguinte, O Turista, foi reescrito, dirigido e concluído por Donnersmarck em menos de 11 meses (dizendo a Charlie Rose que ele queria um tempo depois de ter escrito um roteiro obscuro sobre suicídio), um thriller romântico, estrelado por Angelina Jolie e Johnny Depp. Foi nomeado a três Globos de Ouro: Melhor musical ou comédia, Depp para Ator de musical ou comédia e Jolie para Atriz de musical ou comédia. Ganhou também três nomeações ao Teen Choice Awards (melhor filme, melhor ator e melhor atriz), vencendo os dois prêmios de atuação; e o prêmio Redbox Movie Award de filme de drama mais alugado de 2011. Até agora, arrecadou US$ 278,3 milhões nas bilheterias em todo o mundo, levando o The Hollywood Reporter, a proclamá-lo como um "hit internacional".
Em 2007, Donnersmarck foi um dos 115 novos membros a serem convidados para a associação na Academia de Artes e Ciências Cinematográficas.

## Premiações e nomeações
- 2011 — 2 prêmios do Teen Choice Award para O Turista
- 2011 — 3 nomeações do Teen Choice Award para O Turista
- 2011 — 3 nomeações do Golden Globe para O Turista
- 2009 — Medalha de Ouro ao Mérito da Sociedade Dante Alighieri
- 2008 — 4 nomeações do BAFTA para A Vida dos Outros
- 2008 — César Award para A Vida dos Outros
- 2007 — Academy Award para A Vida dos Outros
- 2007 — Prêmio da New York Film Critics Circle para A Vida dos Outros
- 2006 — 2 European Film Awards para A Vida dos Outros
  - Melhor Filme
  - Melhor Roteiro
- 2006 — Deutscher Filmpreis para A Vida dos Outros
  - Melhor Direção
  - Melhor Roteiro
- 2006 — Prêmio de roteirista na Cologne Conference
- 2000 — Shocking Shorts Award da Universal Studios por Dobermann
- 2000 — Max Ophüls Preis por Dobermann

## Honrarias
- Comandante da Ordem do Mérito da Bavária;
- Comandante da Ordem do Mérito da Renânia do Norte-Vestfália;
- Membro com direito a voto da Academy of Motion Picture Arts and Sciences.

Em 2011, Donnersmark foi homenageado pela Universidade de Oxford, sua alma mater, como um dos 100 mais ilustres membros em 10 séculos. Outros homenageados incluíam Duns Scotus, William de Ockham, Erasmo de Rotterdam, Thomas More, John Locke, Christopher Wren, Adam Smith, Lawrence da Arábia, Oscar Wilde, J.R.R. Tolkien e ex-alunos da Universidade ainda vivos, Rupert Murdoch, Bill Clinton e Stephen Hawking. Para a capa da Prospectus de 2011, a Universidade de Oxford renomeou 100 ruas do centro histórico de Oxford com o nome desses graduados. Upper Oxpens Road foi renomeada para Florian Henckel von Donnersmark.

## Filmografia
- Mitternacht (1997) (curta-metragem)
- Das Datum (1998) (curta-metragem)
- Dobermann (1999) (curta-metragem)
- Der Templer (2002) (curta-metragem)
- A Vida dos Outros (2006) (escritor, diretor, co-produtor)
- O Turista (2010) (escritor, diretor)

## Influência
Em uma entrevista de 2010 com o The Guardian, o diretor Howard Davies disse que Donnersmarck era o artista que ele mais admirava.
René Pollesch escreveu uma peça, L'Affaire Martin!, a qual brincava com von Donnersmarck. De acordo com Pollesch, os pais do diretor viram o trabalho e foram aos bastidores dizer que tinham gostado.
Após conhecê-lo durante o Fórum Econômico Mundial de Davos, Jay Nordlinger, escrevendo para o National Review, descreveu Donnersmarck como "uma das pessoas mais impressionantes do planeta".
The Europe List, o maior levantamento sobre cultura Europeia, estabeleceu que os três primeiros filmes mais influentes da cultura Europeia são
1. A Vida É Bela de Roberto Benigni
2. A Vida dos Outros de Donnersmarck
3. Le fabuleux destin d'Amélie Poulain de Jean-Pierre Jeunet

Em dezembro de 2012, a Universidade de Leeds realizou um simpósio de dois dias no Weetwood Hall sobre o trabalho de Donnersmarck , com trabalhos apresentados por 11 professores de todo o mundo, entre eles David Bathrick da Universidade Cornell, Eric Rentschler pela Universidade Harvard e Jaimey Fisher da UC Davis. O presidente da conferência Paul Cooke da Universidade de Leeds apresentou um documento intitulado: Henckel von Donnersmarck's Dialogue with Hollywood: from The Lives of Others to The Tourist (2010), no qual ele examinou como em O Turista, Donnersmarck usa sua "perspectiva cultural europeia para reforçar, ao invés de criticar os valores fundamentais do cinema de gênero de Hollywood", enquanto também descrevendo o filme como uma "rejeição consciente de qualquer frenética de Hollywood." Os estudos foram publicados em formato de livro por De Gruyter em junho de 2013. Uma palestra dada por Donnersmarck na Universidade de Cambridge em 10 de outubro de 2008 e uma introdução pelo Professor de Cambridge Paul Cooke, foram adicionados como um primeiro capítulo.